# Danh sách tỷ phú Ấn Độ theo giá trị tài sản

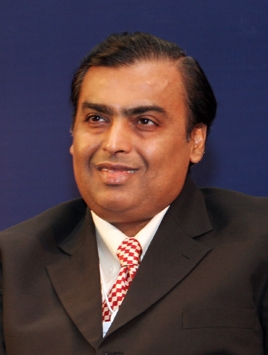
Ông Mukesh Ambani và gia đình mình là gia tộc giàu nhất Ấn Độ thời điểm hiện tại

Bản danh sách các tỷ phú giàu nhất Ấn Độ theo giá trị tài sản được xây dựng dựa trên sự định giá thường niên về của cải và tài sản được tổng hợp, biên soạn và xuất bản trên tạp chí Forbes của Mỹ. Tính đến tháng 5 năm 2021, Ấn Độ có tổng cộng 140 tỷ phú đô la, đưa nước này đứng hạng thứ ba trên thế giới chỉ sau Hoa Kỳ và Trung Quốc. Tỷ phú Mukesh Ambani (sinh năm 1957) là người giàu nhất Ấn Độ trong 13 năm liên tiếp. Ông hiện là người giàu thứ 12 trên thế giới theo danh sách của Forbes. Còn bà Savitri Jindal (sinh năm 1950) hiện là nữ tỷ phú giàu nhất Ấn Độ leo lên top đầu bản danh sách ở vị trí thứ 9.

## Danh sách 27 tỷ phú giàu nhất Ấn Độ năm 2020
Bảng dưới đây liệt kê danh sách những người giàu nhất Ấn Độ tính theo giá trị tài sản của mỗi người được xuất bản trên tạp chí Forbes (năm 2020).
| Thứ hạng | Họ và tên                         | Năm sinh                 | Quốc tịch          | Biến động tài sản | Giá trị tài sản (tỷ đô la Mỹ) | Doanh nghiệp                   | Nguồn gốc tài sản                                                                                     |
| -------- | --------------------------------- | ------------------------ | ------------------ | ----------------- | ----------------------------- | ------------------------------ | --- |
| 1        | Mukesh Ambani                     | 1957                     | Ấn Độ              | Tăng              | 88,9                          | Reliance Industries            | Hóa dầu, viễn thông, bán lẻ                                                                           |
| 2        | Gautam Adani                      | 1962                     | Ấn Độ              | Tăng              | 75,3                          | Adani Group                    | Commodities, ports, power generation and transmission, bất động sản, defense, airport and data centre |
| 3        | Shiv Nadar                        | 1945                     | Ấn Độ              | Tăng              | 22,5                          | HCL Technologies               | IT services and consulting                                                                            |
| 4        | Lakshmi Mittal                    | 1950                     | Ấn Độ              | Tăng              | 18,7                          | ArcelorMittal                  | Thép                                                                                                  |
| 5        | Radhakishan Damani                | 1954                     | Ấn Độ              | Tăng              | 15,4                          | Avenue Supermarts, DMart       | Đầu tư, bán lẻ                                                                                        |
| 6        | Pallonji Mistry                   | 1929                     | Ireland · Ấn Độ    | Tăng              | 15                            | Shapoorji Pallonji Group       | Xây dựng, bất động sản                                                                                |
| 7        | Anh em nhà Hinduja                | 1935, 1940, 1945 và 1949 | Anh Quốc · Thụy Sĩ | Tăng              | 14,4                          | Hinduja Group                  | Xe tải, lubricants, ngân hàng, truyền hình cáp, v.v...                                                |
| 8        | Uday Kotak                        | 1959                     | Ấn Độ              | Tăng              | 14,4                          | Kotak Mahindra Bank            | Ngân hàng                                                                                             |
| 9        | Savitri Jindal                    | 1950                     | Ấn Độ              | Tăng              | 14,2                          | JSW Group Jindal Steel & Power | Thép, năng lượng, xi măng và infrastructure                                                           |
| 10       | Cyrus Poonawalla                  | 1941                     | Ấn Độ              | Tăng              | 13,3                          | Serum Institute of India       | Tiêm chủng vắc xin                                                                                    |
| 11       | Kumar Mangalam Birla              | 1967                     | Ấn Độ              | Tăng              | 13,1                          | Aditya Birla Group             | Dệt may, viễn thông, xi măng                                                                          |
| 12       | Dilip Shanghvi                    | 1955                     | Ấn Độ              | Tăng              | 12,3                          | Sun Pharmaceutical Industries  | Dược phẩm                                                                                             |
| 13       | Sunil Mittal                      | 1957                     | Ấn Độ              | Tăng              | 11,1                          | Bharti Enterprises             | Viễn thông                                                                                            |
| 14       | Gia tộc Godrej                    |                          | Ấn Độ              | Tăng              | 11                            | Godrej Group                   | Hàng hóa tiêu dùng, bất động sản                                                                      |
| 15       | Gia tộc Burman                    | 1952                     | Ấn Độ              | Tăng              | 9,2                           | Dabur India                    | Hàng hóa tiêu dùng                                                                                    |
| 16       | Azim Premji                       | 1945                     | Ấn Độ              | Tăng              | 8,9                           | Wipro Group                    | IT services and consulting                                                                            |
| 17       | Kuldip và Gurbachan Singh Dhingra | 1947 và 1950             | Ấn Độ              | Tăng              | 8,8                           | Berger Paints                  | Sơn, hóa chất                                                                                         |
| 18       | Benu Gopal Bangur                 | 1931                     | Ấn Độ              | Tăng              | 8,3                           | Shree Cement                   | Xi măng                                                                                               |
| 19       | Murali Divi và gia đình           | 1952                     |                    | Tăng              | 7,8                           | Divi's Laboratories            | Dược phẩm                                                                                             |
| 20       | Ashwin Dani                       | 1944                     | Ấn Độ              | Tăng              | 7,3                           | Asian Paints                   | Sơn                                                                                                   |
| 21       | Madhukar Parekh                   | 1946                     | Ấn Độ              | Giảm              | 7,2                           | Pidilite Industries            | Adhesives                                                                                             |
| 22       | Pankaj Patel                      | 1953                     | Ấn Độ              | Tăng              | 6,9                           | Cadila Healthcare              | Dược phẩm                                                                                             |
| 23       | Rahul Bajaj                       | 1938                     | Ấn Độ              | Tăng              | 6,8                           | Bajaj Group                    | Ô tô, tài chính, điện, thép                                                                           |
| 24       | Sudhir và Samir Mehta             | 1954 và 1963             | Ấn Độ              | Tăng              | 5,9                           | Torrent Group                  | Pharmaceuticals, power, gas, cables                                                                   |
| 25       | Avijeet Bhujabal                  |                          |                    | Tăng              | 2,6                           | Intas Biopharmaceuticals       | Investment portfolio Software management                                                              |

Nguồn: Tạp chí Forbes Ấn Độ

## Danh sách 4 người phụ nữ giàu nhất Ấn Độ
| Thứ hạng | Họ và tên           | Năm sinh  | Quốc tịch | Giá trị tài sản (tỷ đô la Mỹ) | Doanh nghiệp                   | Nguồn gốc tài sản                           |
| -------- | ------------------- | --------- | --------- | ----------------------------- | ------------------------------ | ------------------------------------------- |
| 1        | Savitri Jindal      | 1950      | Ấn Độ     | 14,2                          | JSW Group Jindal Steel & Power | Thép, năng lượng, cement and infrastructure |
| 2        | Kiran Mazumdar-Shaw | 1953      | Ấn Độ     | 4                             | Biocon                         | Biopharmaceuticals                          |
| 3        | Leena Tewari        | 1956/1957 | Ấn Độ     | 3,4                           | USV Private Limited            | Dược phẩm                                   |
| 4        | Mallika Srinivasan  | 1959      | Ấn Độ     | 2,45                          | TAFE Limited                   | Tractors, agro equipment                    |

Nguồn: Tạp chí Forbes Ấn Độ